# Liodrosophila fasciata
Liodrosophila fasciata är en tvåvingeart som beskrevs av Oswald Duda 1926. Liodrosophila fasciata ingår i släktet Liodrosophila och familjen daggflugor. Inga underarter finns listade i Catalogue of Life.